# KME
KME AG  è una società tedesca controllata da Intek Group che opera, con tre divisioni, nei settori della produzione di rame, ottone e prodotti speciali.

## Storia

### Kme Group
È stata fondata nel 1886 a Firenze con il nome di Società Metallurgica Italiana - SMI S.p.A..

Nel 1887 si quota alla Borsa di Milano.

Nel 1903 ne assume il controllo la famiglia Orlando con Luigi Orlando (1862-1933).

Nel 2006 assume la denominazione di Kme Group con sede centrale a Firenze. Gli stabilimenti italiani si trovavano a Serravalle Scrivia e Fornaci di Barga. Il principale stabilimento del gruppo (circa 2000 dipendenti) era invece ad Osnabrueck (Germania del nord). Altri importanti siti produttivi erano Menden (Germania), Givet (Francia) e Cordoba (Spagna).
La società era organizzata per Divisioni specializzate in specifiche tipologie di prodotto. Le divisioni erano le seguenti:
- divisione laminati: a sua volta divisa in laminati per l'industria e laminati per l'edilizia (marchio TECU)
- divisione tubi: anch'essa divisa in applicazioni industriali e applicazioni per l'edilizia (marchio SANCO)
- divisione barra di ottone e rame
- divisione prodotti speciali.

KME nel 2009 aveva una quota di mercato in Europa pari a circa il 30% e a livello mondiale del 7% (fonte report KME).
Il 14 settembre 2012 il Consiglio di Amministrazione della società ha nominato presidente Vincenzo Manes, già vicepresidente dell'azienda, in sostituzione di Salvatore Orlando Jr., deceduto improvvisamente il 18 agosto 2012.
Il 30 novembre 2012 ha incorporato per fusione Intek S.p.A. assumendo la nuova denominazione di Intek Group S.p.A. con trasferimento della sede sociale a Milano.

#### Ex partecipazioni
- Kme Germany AG - Italia - 100%
  - Kme Italy S.p.A. - Italia - 100%
  - Kme Brass Italy S.r.l. - Italia - 100%
  - Kme France S.a.s. - Francia - 100%
  - Fricke GmbH & CO KG - Germania - 100%
  - Kme Brass Germany Gmbh -p Germania - 100%
  - Kme Spain S.A. - Spagna - 100%
  - Kme Ibertubos S.A. - Spagna
  - Kme Locsa S.A. - Spagna - 100%
  - Kme Yorkshire Ltd - Regno Unito - 100%
  - Kme Metals Ltd - Cina - 100%
  - DD Crystallizer CO Ltd - Cina - 70%
  - Dalian Surface Machinery CO Ltd - Cina - 70%
  - Dalian Heavy Industry Machinery CO Ltd - Cina - 70%

#### Ex dati societari
- Ragione sociale: Kme Group S.p.A.
- Sede legale: via dei Barucci 2, 50127 Firenze
- Capitale sociale: 319.685.924,75 euro
- Codice fiscale ed iscrizione al registro imprese del tribunale di Firenze: 00931330583
- Dipendenti (2015): 4700[3]

## Intek Group
Intek Group S.p.A. è una holding di partecipazioni diversificate fortemente orientata verso i settori produttivi, finanziari e dei servizi
- Settore del rame: il raggruppamento industriale KME, leader globale nella trasformazione del rame, è interamente controllato da Intek Group S.p.A.
- Energie rinnovabili: ErgyCapital S.p.A. è una investment company, nata nel 2007 per operare nel settore delle energie rinnovabili
- Settore dei servizi: opera nel no profit con Dynamo Camp e Oasi Dynamo, e nei media con il controllo del 22% del quotidiano online Il Post[4]
- Private equity: svolge la tradizionale attività di private equity anche mediante il fondo comune di investimento chiuso e riservato I2 Capital Partners che opera nel settore delle Special Situations.

La società è quotata nell'indice FTSE Italia Small Cap della Borsa Italiana.